# Braye-sur-Maulne
Braye-sur-Maulne là một xã thuộc tỉnh Indre-et-Loire trong vùng Centre-Val de Loire ở miền trung nước Pháp.